# Cambiada (passe)
Dans le monde de la tauromachie, la cambiada est une passe de muleta. Elle s'exécute le plus souvent pour commencer la faena, grâce à son effet spectaculaire.

## Description
Lorsque le toro s'est élancé des planches à une certaine vitesse et avant que la rencontre ne se produise, le torero lui commande de sortir par le côté opposé à celui du cite. Pendant la charge du toro le matador peut balancer la muleta dans son dos de part et d'autre de son corps, afin d'augmenter l'impression de danger. Quand le toro passe il peut enchaîner en toréeant naturellement, de la main droite ou de la main gauche, ou bien par une série de statuaires ou une autre cambiada.
De nos jours le maestro français Sébastien Castella a remis à la mode cette entame de faena. Elle est maintenant reprise par nombre de toreros, notamment Miguel Angel Perera.